# Tụt quần
Tụt quần là trò nghịch ngợm kéo quần của một người xuống, đôi khi là kéo cả quần lót, không theo ý muốn của họ, thường là một trò chơi khăm hoặc một hình thức bắt nạt, nhưng trong vài trường hợp như một kiểu tôn sùng tình dục. Phương pháp phổ biến nhất là lẻn ra phía sau nạn nhân mà họ dự định gây hại, túm lấy quần ở thắt lưng và kéo nhanh xuống trước khi nạn nhân nhận ra sự hiện diện của kẻ tấn công.
Tụt quần là một kiểu hành vi phổ biến trong các trò đùa hoặc bắt nạt trong các lớp học thể dục ở trường. Hình thức cực đoan nhất của nó bao gồm kéo quần lên cột cờ của trường. Một số trường đại học Hoa Kỳ trước Thế chiến II là những cảnh ra mắt quy mô lớn giữa nam sinh viên năm nhất và năm hai, thường có hơn 2.000 người tham gia. Đây cũng là một nghi thức ra mắt trong tình anh em và giữa các trường. Nó được ghi nhận vào năm 1971 bởi Gail Sheehy như một hình thức tấn công các nữ sinh trong lớp, thường không được báo cáo, mặc dù chúng có thể bao gồm tiếp xúc không đúng cách và tiếp xúc không đứng đắn bởi thủ phạm. Hệ thống pháp luật Hoa Kỳ đã truy tố nó như một hình thức quấy rối tình dục trẻ em.

## Tên thay thế
Ở Anh, đặc biệt là trong lịch sử Đại học Oxford và Đại học Cambridge, thuật ngữ này được gọi là debagging (bắt nguồn từ Oxford bags, một dạng quần rộng thùng thình). Ở miền Bắc nước Anh, phương ngữ biểu thị từ "dekekking" hoặc "dekecking" trong đó "keks" là một từ địa phương cho đồ lót.
Một thuật ngữ tương ứng ở Úc (ngoài việc mặc quần) là dakking, dacking, hay daxing, có nguồn gốc từ DAKS Simpson, một thương hiệu quần áo đã trở thành một thuật ngữ chung cho quần và đồ lót. Thuật ngữ double-dacking đôi được sử dụng khi cả quần và đồ lót được kéo xuống. Ở Scotland, quá trình này thường được gọi là breeking hay breekexxing từ từ breeks có nghĩa là 'quần'. Ở New Zealand, hành động này được biết đến như là cho ai đó down-trou hay drou (mặc dù điều này có thể có một ý nghĩa cụ thể hơn, liên quan đến việc thua cuộc trong trò chơi bi-a và các trò chơi cạnh tranh khác); ở Ireland, nó được gọi là jocking, zoonking hay ka-blinking; ở phía bắc nước Anh là kegging (hay quegging)

## Bắt nạt
Tụt quần có thể được sử dụng như một hình thức bắt nạt và về mặt kỹ thuật là kiểu tội phạm tấn công đơn giản. Việc thực hành đã được xem như một hình thức của sự mê thích hoặc nghi thức. Vào năm 2007, Bộ trưởng Giáo dục và Kỹ năng Anh Alan Johnson, trong một bài phát biểu trước Hiệp hội Giáo viên Phụ nữ Quốc gia, đã chỉ trích việc bắt nạt và chỉ trích YouTube vì đã đăng một đoạn phim (đã được xóa) của một giáo viên bị tụt quần, nói rằng bắt nạt như vậy "đang khiến một số [giáo viên] cân nhắc rời khỏi nghề này vì họ chịu đựng sự phỉ báng và sỉ nhục" và rằng "Nếu không có sự chấp thuận trực tuyến thu hút sự nguy hại vốn có của kẻ bắt nạt, những hành động độc ác như vậy sẽ có ít khả năng thu hút."
Juanita Ross Epp phê phán mạnh việc các giáo viên nhìn học sinh tụt quần nhau là hành vi bình thường, nói rằng việc tụt quần khiến học sinh cảm thấy sợ hãi và khó chịu.

## Tụt quần tập thể
Tụt quần tập thể là đông người cùng tấn công để tụt quần một người, kiểu tụt này thường xuyên xảy ra ở trường. Các cô gái có thể thông đồng với các chàng trai đầu gấu trong việc nhắm mục tiêu vào các chàng trai yếu hơn.